# Volta a Catalunya de 2016
La Volta a Catalunya de 2016 fou la 96a edició de la Volta a Catalunya. La cursa es disputà entre el 21 i el 27 de març de 2016 en set etapes i un total de 1.219,6 km. Aquesta va ser la cinquena prova de l'UCI World Tour 2016.
La cursa va ser guanyada pel colombià Nairo Quintana (Movistar Team), que es va fer amb el liderat en acabar l'etapa reina amb final a l'estació d'esquí de Port Ainé i que va saber mantenir fins al final. Quintana guanyà la general amb set segons d'avantatge sobre Alberto Contador (Team Tinkoff). Daniel Martin (Etixx-Quick Step) acabà en la tercera posició final, a disset segons de Quintana, mentre Richie Porte (BMC Racing Team) fou quart amb el mateix temps que Martin.
En les classificacions secundàries Thomas De Gendt (Lotto Soudal) guanyà la classificació de la muntanya i de les metes volants, Hugh Carthy (Caja Rural-Seguros RGA) la dels joves i el BMC Racing Team la classificació per equips.

## Recorregut
Com en anys anteriors no es disputa cap contrarellotge individual i el recorregut és molt similar quant a estructura: amb una primera etapa de mitja muntanya per la zona del Montseny però amb final previsible a l'esprint a la costa; una segona etapa plana amb final a Olot; dues etapes d'alta muntanya amb final a La Molina i a Port Ainé. La cinquena i sisena etapes, amb final a Valls i Vilanova i la Geltrú, tenen un recorregut propici per a les escapades, una vegada obertes grans diferències entre els ciclistes, i la darrera etapa finalitza a la muntanya de Montjuïc, amb un circuit al qual cal donar vuit voltes.

## Equips participants
En aquesta edició de la Volta a Catalunya van prendre part 24 equips: els 18 ProTour, més 6 equips convidats, el Caja Rural-Seguros RGA, CCC Polsat Polkowice, Cofidis, Roompot Oranje Peloton, Verva ActiveJet i Wanty-Groupe Gobert:
| Núm.    | Codi | Equip                 |
| ------- | ---- | --------------------- |
| 1-8     | BMC  | BMC Racing Team       |
| 11-18   | MOV  | Movistar Team         |
| 21-28   | KAT  | Team Katusha          |
| 31-38   | SKY  | Team Sky              |
| 41-48   | EQS  | Etixx-Quick Step      |
| 51-57   | AST  | Astana Qazaqstan Team |
| 61-68   | TNK  | Team Tinkoff          |
| 71-78   | OGE  | Orica-GreenEDGE       |
| 81-88   | LTS  | Lotto Soudal          |
| 91-98   | TGA  | Team Giant-Alpecin    |
| 101-108 | ALM  | AG2R La Mondiale      |
| 111-118 | LAM  | Lampre-Merida         |

| Núm.    | Codi | Equip                  |
| ------- | ---- | ---------------------- |
| 121-128 | TFR  | Trek Factory Racing    |
| 131-138 | TLJ  | Team LottoNL-Jumbo     |
| 141-148 | FDJ  | FDJ                    |
| 151-158 | CPT  | Cannondale             |
| 161-168 | IAM  | IAM Cycling            |
| 171-178 | DDD  | Dimension Data         |
| 181-188 | CJR  | Caja Rural-Seguros RGA |
| 191-198 | COF  | Cofidis                |
| 201-208 | CCC  | CCC Polsat Polkowice   |
| 211-218 | ROO  | Roompot Oranje Peloton |
| 221-228 | VAT  | Verva ActiveJet        |
| 231-238 | WGG  | Wanty-Groupe Gobert    |

## Favorits
En no haver-hi contrarellotge la cursa ha de decidir-se en les dues etapes de muntanya, cosa que fa la cursa molt atractiva pels escaladors. Entre els participants hi ha la plana major del ciclisme mundial, amb els tres darrers vencedors de les tres Grans Voltes: Alberto Contador (Team Tinkoff), Giro; Chris Froome (Team Sky), Tour; i Fabio Aru, Vuelta. A banda d'aquests ciclistes també hi haurà la Nairo Quintana (Movistar Team), Richie Porte (BMC Racing Team), Joaquim Rodríguez (Team Katusha), Rigoberto Urán (Cannondale), Esteban Chaves (Orica-GreenEDGE), Ryder Hesjedal (Trek-Segafredo) o Daniel Martin (Etixx-Quick Step), vencedor de la Volta el 2013. Davant d'aquesta gran participació hi ha qui ha parlat de la millor participació de la història de la Volta o d'un Tour al mes de març.
Entre els esprintadors el nivell és més baix, en coincidir la cursa amb les clàssiques belgues. Sols Nacer Bouhanni (Cofidis) podria ser considerat un gran esprintador.

## Etapes
| Etapa    | Data       | Ciutats d'etapa                        | type                    | Distància (km) | Vencedor de l'etapa | Líder de la general  |
| -------- | ---------- | -------------------------------------- | ----------------------- | -------------- | ------------------- | -------------------- |
| 1a etapa | 21 de març | Calella – Calella                      | etapa accidentada       | 175,8          | Nacer Bouhanni      | Nacer Bouhanni       |
| 2a etapa | 22 de març | Mataró – Olot                          | etapa accidentada       | 178,7          | Nacer Bouhanni      | Nacer Bouhanni       |
| 3a etapa | 23 de març | Girona – La Molina                     | etapa de muntanya       | 172,1          | Daniel Martin       | Daniel Martin        |
| 4a etapa | 24 de març | Bagà – Estació d'esquí Port Ainé       | etapa de muntanya       | 172,2          | Thomas De Gendt     | Nairo Quintana Rojas |
| 5a etapa | 25 de març | Rialb – Valls                          | etapa de mitja muntanya | 187,2          | Wout Poels          | Nairo Quintana Rojas |
| 6a etapa | 26 de març | Sant Joan Despí – Vilanova i la Geltrú | etapa plana             | 197,2          | Davide Cimolai      | Nairo Quintana Rojas |
| 7a etapa | 27 de març | Barcelona – Montjuïc                   | etapa accidentada       | 136,4          | Aleksei Tsatévitx   | Nairo Quintana Rojas |

### Etapa 1
Calella - Calella. 21 de març de 2016. 175,8 km
La Volta a Catalunya repeteix el punt de sortida de les passades edicions, Calella, amb una etapa de mitja muntanya i cinc ports de muntanya puntuables per la zona del Montseny. Des de Calella el recorregut es dirigeix cap al nord per la N-II fins a Tordera, on deixen aquesta carretera per dirigir-se a Hostalric. Poc abans d'arribar-hi el recorregut pren direcció a Maçanet de la Selva, Sils, Santa Coloma de Farners i Anglès. A partir d'aquest punt la carretera s'endinsa a les Guilleries i comencen les primeres rampes ascendents camí de Sant Hilari Sacalm, on hi haurà el primer esprint intermedi del dia (km 79,7). Poc després comença l'ascensió a l'alt de les Guilleries (km 85,2; 4 km al 4,5%), de segona categoria. El descens enllaça amb l'ascensió a l'alt de Viladrau (km 95,3; 2,7 km al 5,5%). En passar per Seva comença l'ascensió al Collformic (km 120; 9,3 km al 5%), de primera categoria. El ràpid descens és interromput per la curta ascensió a l'alt del Montseny (km 136; 2,7 km al 6,8%), de segona categoria. A Sant Celoni (km 146,2) hi haurà el segon esprint intermedi del dia. Des del Vallès es tornarà a Calella per Vallgorguina, l'alt de Collsacreu (3,3 km al 4,7%), que es corona a poc més de 18 km per l'arribada, Sant Iscle de Vallalta i Sant Pol de Mar.
L'escapada del dia es va formar al quilòmetre 15, i va estar integrada per Lluís Mas (Caja Rural-Seguros RGA), Boris Dron (Wanty-Groupe Gobert) i Cameron Meyer (Dimension Data), que arribaren a tenir una màxima diferència propera als 6'. El gran grup els va tenir controlats en tot moment i foren neutralitzats a manca de 50 km per l'arribada, poc després de coronar Collformic. En l'ascens a l'alt del Montseny Louis Vervaeke (Lotto Soudal) marxa en solitari, però acabà sent neutralitzat a manca de 18, en l'ascensió a l'alt de Collsacreu. A manca de 5 km fou Nicolas Roche (Team Sky) el que ho intentà, però finalment s'arribà a Calella a l'esprint. El clar vencedor fou Nacer Bouhanni (Cofidis), que d'aquesta manera es refeia de l'error comès a l'esprint final en la recent Milà-Sanremo.
|    | Ciclista                | Equip                  | Temps      |
| -- | ----------------------- | ---------------------- | ---------- |
| 1  | Nacer Bouhanni (FRA)    | Cofidis                | 4h 28' 51" |
| 2  | Ben Swift (GBR)         | Team Sky               | m. t.      |
| 3  | Daryl Impey (AUS)       | Orica-GreenEDGE        | m. t.      |
| 4  | Enrico Gasparotto (ITA) | Wanty-Groupe Gobert    | m. t.      |
| 5  | Aleksei Tsatévitx (RUS) | Team Katusha           | m. t.      |
| 6  | Carlos Barbero (ESP)    | Caja Rural-Seguros RGA | m. t.      |
| 7  | Jordi Simón (CAT)       | Verva ActiveJet        | m. t.      |
| 8  | Kevin Reza (FRA)        | FDJ                    | m. t.      |
| 9  | Eduard Prades (CAT)     | Caja Rural-Seguros RGA | m. t.      |
| 10 | Georg Preidler (AUT)    | Team Giant-Alpecin     | m. t.      |

|    | Ciclista                | Equip                  | Temps      |
| -- | ----------------------- | ---------------------- | ---------- |
| 1  | Nacer Bouhanni (FRA)    | Cofidis                | 4h 28' 51" |
| 2  | Ben Swift (GBR)         | Team Sky               | + 4"       |
| 3  | Daryl Impey (AUS)       | Orica-GreenEDGE        | + 6"       |
| 4  | Louis Vervaeke (BEL)    | Lotto Soudal           | + 7"       |
| 5  | Javier Moreno (ESP)     | Movistar Team          | + 8"       |
| 6  | Rubén Fernández (ESP)   | Movistar Team          | + 9"       |
| 7  | Cameron Meyer (AUS)     | Dimension Data         | + 9"       |
| 8  | Enrico Gasparotto (ITA) | Wanty-Groupe Gobert    | + 10"      |
| 9  | Aleksei Tsatévitx (RUS) | Team Katusha           | + 10"      |
| 10 | Carlos Barbero (ESP)    | Caja Rural-Seguros RGA | + 10"      |

### Etapa 2
22 de març de 2016 — Mataró - Olot, 178,7 km
Etapa amb dues dificultats muntanyoses, una en la primera part de cursa i l'altra al quilòmetre 108,5 d'etapa, a 70 de l'arribada. Se surt de Mataró per fer un primer bucle pel Maresme, tot arribant fins a Sant Andreu de Llavaneres i novament cap a Mataró per enfilar cap a Argentona i Dosrius i afrontar primer port de muntanya del dia, l'alt de can Bordoi (2,4 km al 6,0%), de tercera categoria, que es corona al km 26. Un cop al Vallès l'etapa segueix cap a Sant Celoni, Vidreres i Llagostera, on té lloc el primer esprint intermedi del dia (km 78,3). Se segueix cap a Girona, on comença l'ascensió a l'alt dels Àngels (10 km al 3,8%), de 1a categoria. El descens els durà a Bordils, Celrà i Banyoles (km 140,8), on es troba el segon i darrer esprint del dia. Els darrers quilòmetres, tot i no presentar cap dificultat muntanyosa tenen sempre tendència a pujar i se superen 300 metres de desnivell en els 17 quilòmetres abans d'arribar a Olot.
L'etapa quedà marcada pels atemptats de Brussel·les d'aquell mateix matí, per la qual cosa començà amb un minut de silenci, els equips belgues lluïren un braçalet negre i no es van fer els actes protocol·laris d'entrega de premis en finalitzar la mateixa. A nivell esportiu una escapada formada per Thomas De Gendt (Lotto Soudal), Laurens De Plus (Etixx-Quick Step), Kamil Gradek (Verva ActiveJet) i Boris Dron (Wanty-Groupe Gobert) va liderar bona part de l'etapa. De Gendt va ser el darrer em ser neutralitzat a manca de 15 km per l'arribada a Olot. Finalment aquesta es va decidir a l'esprint i Nacer Bouhanni demostrà ser el novament el més ràpid, amb la qual cosa ratificava el seu liderat a la general.
|    | Ciclista                  | Equip                  | Temps      |
| -- | ------------------------- | ---------------------- | ---------- |
| 1  | Nacer Bouhanni (FRA)      | Cofidis                | 4h 39' 10" |
| 2  | Gianni Meersman (BEL)     | Etixx-Quick Step       | m. t.      |
| 3  | Philippe Gilbert (BEL)    | BMC Racing Team        | m. t.      |
| 4  | Aleksei Tsatévitx (RUS)   | Team Katusha           | m. t.      |
| 5  | Carlos Barbero (ESP)      | Caja Rural-Seguros RGA | m. t.      |
| 6  | Kiel Reijnen (USA)        | Trek-Segafredo         | m. t.      |
| 7  | Enrico Gasparotto (ITA)   | Wanty-Groupe Gobert    | m. t.      |
| 8  | Jonas Van Genechten (BEL) | IAM Cycling            | m. t.      |
| 9  | Paweł Franczak (POL)      | Verva ActiveJet        | m. t.      |
| 10 | Kévin Reza (FRA)          | FDJ                    | m. t.      |

|    | Ciclista                | Equip            | Temps      |
| -- | ----------------------- | ---------------- | ---------- |
| 1  | Nacer Bouhanni (FRA)    | Cofidis          | 9h 07' 41" |
| 2  | Ben Swift (GBR)         | Team Sky         | + 14"      |
| 3  | Thomas De Gendt (BEL)   | Lotto Soudal     | + 14"      |
| 4  | Daryl Impey (AUS)       | Orica-GreenEDGE  | + 16"      |
| 5  | Philippe Gilbert (BEL)  | BMC Racing Team  | + 16"      |
| 6  | Maxime Bouet (FRA)      | Etixx-Quick Step | + 16"      |
| 7  | Louis Vervaeke (BEL)    | Lotto Soudal     | + 17"      |
| 8  | Javier Moreno (ESP)     | Movistar Team    | + 18"      |
| 9  | Rubén Fernández (ESP)   | Movistar Team    | + 19"      |
| 10 | Aleksei Tsatévitx (RUS) | Team Katusha     | + 20"      |

### Etapa 3
Girona - La Molina. 23 d'agost de 2016. 171,1 km
Primera de les dues etapes d'alta muntanya de la present edició de la Volta. Amb sortida a Girona, el recorregut es dirigeix a Olot passant abans per Sant Esteve de Llémena i Sant Esteve d'en Bas (km 42,4), on hi ha situat el primer esprint intermedi del dia. Només passar Olot s'inicia l'ascensió a l'alt de Coubet (10 km al 5,5%), de primera categoria (km 90,6). El descens durà els ciclistes a Ripoll (km 80,2), on hi ha el segon esprint del dia, Campdevànol, Ribes de Freser i Planoles. Poc després comença l'ascensió a l'alt de Toses (6,3 km al 7%), de primera categoria (km 116,3). Un cop coronat el port es gira a l'esquerra per anar a trobar La Molina i iniciar així el circuit final al qual caldrà donar dues voltes. En aquest circuit hi ha l'ascensió a La Molina, que s'inicia a Das (km 136). Seran 10,1 km al 4,5% de mitjana d'un port dur en els primers quilòmetres, però amb falsos plans i fins i tot descens un cop passat La Masella. L'arribada final és a l'aparcament Font Canaleta de La Molina, a 1.695 metres.
En els primers quilòmetres d'etapa es va formar una escapada integrada per set ciclistes: Julian Alaphilippe (Etixx-Quick Step), Koen Bouwman (Team LottoNL-Jumbo), Kevin Reza (FDJ), Johann Van Zyl (Dimension Data), Jan Hirt (CCC Sprandi), Huub Duijn (Roompot Oranje Peloton) i Alex Howes (Cannondale). Plegats superaren els dos primers ports del dia, moment en què Howes i Duijin marxaren en solitari al capdavant. Poc abans de la primera ascensió a La Molina se'ls uní Pieter Weening (Roompot Oranje Peloton), que havia saltat del gran grup pocs quilòmetres abans. Weening passà en primera posició per La Molina en la primera ascensió, però no pogué mantenir el ritme durant la segona ascensió i fou agafat per Louis Vervaeke (Lotto Soudal) a manca de 9 km per l'arribada. Mentrestant els grans favorits s'havien mantingut en un segon pla i no fou fins a manca de 3 km quan un atac de Wouter Poels (Team Sky) fou respost per Alberto Contador (Team Tinkoff). Poc després era Nairo Quintana (Movistar Team) el que atacava, tot i que controlat ben de prop per Contador i Richie Porte (BMC Racing Team). Fou Daniel Martin (Etixx-Quick Step) el que va sorprendre la resta de favorits i amb un atac a manca de 400 metres es presentà en solitari a l'arribada per aconseguir la victòria i el liderat. Contador arribà a 2", Quintana a 9 i Chris Froome a 12. El fins aleshores líder Nacer Bouhanni (Cofidis) es va veure obligat a abandonar a manca de 90 km, de la mateixa manera que Tom Dumoulin.
|    | Ciclista                 | Equip                  | Temps      |
| -- | ------------------------ | ---------------------- | ---------- |
| 1  | Daniel Martin (IRL)      | Etixx-Quick Step       | 5h 00' 27" |
| 2  | Alberto Contador (ESP)   | Team Tinkoff           | + 2"       |
| 3  | Romain Bardet (FRA)      | AG2R La Mondiale       | + 2"       |
| 4  | Tejay van Garderen (USA) | BMC Racing Team        | + 2"       |
| 5  | Richie Porte (AUS)       | BMC Racing Team        | + 9"       |
| 6  | Nairo Quintana (COL)     | Movistar Team          | + 9"       |
| 7  | Davide Formolo (ITA)     | Cannondale             | + 11"      |
| 8  | Ilnur Zakarin (RUS)      | Team Katusha           | + 12"      |
| 9  | Chris Froome (GBR)       | Team Sky               | + 12"      |
| 10 | Hugh Carthy (GBR)        | Caja Rural-Seguros RGA | + 18"      |

|    | Ciclista                 | Equip                  | Temps       |
| -- | ------------------------ | ---------------------- | ----------- |
| 1  | Daniel Martin (IRL)      | Etixx-Quick Step       | 14h 08' 18" |
| 2  | Alberto Contador (ESP)   | Team Tinkoff           | + 6"        |
| 3  | Romain Bardet (FRA)      | AG2R La Mondiale       | + 8"        |
| 4  | Tejay van Garderen (USA) | BMC Racing Team        | + 12"       |
| 5  | Richie Porte (AUS)       | BMC Racing Team        | + 19"       |
| 6  | Nairo Quintana (COL)     | Movistar Team          | + 19"       |
| 7  | Davide Formolo (ITA)     | Cannondale             | + 21"       |
| 8  | Chris Froome (GBR)       | Team Sky               | + 22"       |
| 9  | Ilnur Zakarin (RUS)      | Team Katusha           | + 22"       |
| 10 | Hugh Carthy (GBR)        | Caja Rural-Seguros RGA | + 28"       |

### Etapa 4
Bagà – Estació d'esquí Port Ainé, 24 de març de 2016, 172,2 km
Etapa reina de la present edició, amb quatre ports de muntanya, dos d'ells de categoria especial i un de primera concentrats en els darrers 80 quilòmetres d'etapa. Només prendre la sortida els ciclistes iniciaran l'ascensió a l'alt del túnel del Cadí (5,4 km al 6%), de tercera categoria. En sortir del túnel es dirigiran cap a Alp i Puigcerdà (km 28), on hi ha el primer esprint intermedi del dia. Poc després, a Bolvir (km 33) hi ha el segon i darrer esprint del dia. Des d'aquí el recorregut seguirà la N-260 cap a Bellver de Cerdanya, Martinet, la Seu d'Urgell i Adrall (km 82,6), on comença la llarga ascensió al coll del Cantó (24,3 km al 4,5%), de categoria especial (km 108,3) i cima Peris de la cursa. Un llarg i ràpid descens durà a Sort per enllaçar amb l'ascensió a l'alt d'Enviny (8 km al 6,8) de primera categoria (km 136,3). Per una estreta carretera que passa per Olp a ruta arriba a Rialp i poc després s'inicia l'ascensió a Port Ainé (18,5 km al 6,5%), de categoria especial i punt final de l'etapa.
En els primers quilòmetres d'etapa es va formar una escapada formada per 10 ciclistes: Philippe Gilbert (BMC Racing), Imanol Erviti (Movistar), Rubén Plaza (Orica GreenEdge), Thomas De Gendt (Lotto Soudal), Laurens ten Dam (Giant Alpecin), Kristijan Durasek (Lampre-Merida), Pieter Weening (Roompot), Boris Dron (Wanty), Aleksei Tsatévitx (Katusha) i Ben Swift (Team Sky). Els escapats aconseguiren una màxima diferència de 10' 30". En l'ascensió a l'alt d'Enviny l'escapada es trencà i Erviti i De Gendt quedaren al capdavant, mentre Weening enllaçava amb ells poc abans de coronar el port. Poc després era Weening el que passava a encapçalar la cursa, però fou superat per De Gendt en els darrers quilòmetres de l'ascensió a Port Ainé. De Gendt guanyà l'etapa amb poc més d'un minut sobre Nairo Quintana, que a manca de poc més d'un quilòmetre havia deixat enrere a Alberto Contador, únic dels favorits que havia pogut seguir el seu ritme fins aleshores. Quintana passà a liderar la cursa amb vuit segons sobre Contador.
|    | Ciclista                 | Equip                  | Temps      |
| -- | ------------------------ | ---------------------- | ---------- |
| 1  | Thomas De Gendt (BEL)    | Lotto Soudal           | 4h 52' 02" |
| 2  | Nairo Quintana (COL)     | Movistar Team          | + 1' 08"   |
| 3  | Richie Porte (AUS)       | BMC Racing Team        | + 1' 23"   |
| 4  | Alberto Contador (ESP)   | Team Tinkoff           | + 1' 23"   |
| 5  | Tejay van Garderen (USA) | BMC Racing Team        | + 1' 36"   |
| 6  | Pieter Weening (NED)     | Roompot Oranje Peloton | + 1' 36"   |
| 7  | Ilnur Zakarin (RUS)      | Team Katusha           | + 1' 41"   |
| 8  | Chris Froome (GBR)       | Team Sky               | + 1' 45"   |
| 9  | Romain Bardet (FRA)      | AG2R La Mondiale       | + 1' 45"   |
| 10 | Daniel Martin (IRL)      | Etixx-Quick Step       | + 1' 45"   |

|    | Ciclista                 | Equip                  | Temps       |
| -- | ------------------------ | ---------------------- | ----------- |
| 1  | Nairo Quintana (COL)     | Movistar Team          | 19h 01' 43" |
| 2  | Alberto Contador (ESP)   | Team Tinkoff           | + 8"        |
| 3  | Richie Porte (AUS)       | BMC Racing Team        | + 17"       |
| 4  | Daniel Martin (IRL)      | Etixx-Quick Step       | + 24"       |
| 5  | Tejay van Garderen (USA) | BMC Racing Team        | + 27"       |
| 6  | Romain Bardet (FRA)      | AG2R La Mondiale       | + 32"       |
| 7  | Ilnur Zakarin (RUS)      | Team Katusha           | + 42"       |
| 8  | Chris Froome (GBR)       | Team Sky               | + 46"       |
| 9  | Hugh Carthy (GBR)        | Caja Rural-Seguros RGA | + 1' 01"    |
| 10 | Rigoberto Urán (COL)     | Cannondale             | + 1'16"     |

### Etapa 5
Rialp – Valls, 25 de març de 2016, 187,2 km
Etapa de transició una vegada finalitzada l'alta muntanya d'aquesta edició. El recorregut durà els ciclistes del Pallars fins al Camp de Tarragona, amb uns primers 65 quilòmetres amb tendència descendent, tot seguint la Noguera Pallaresa i el pas per la Pobla de Segur i Tremp. Aquest riu el deixaran per anar a buscar Àger, on hi ha el primer esprint intermedi del dia (km 68,4), i el primer port de muntanya del dia, el port d'Àger (9,6 km al 5%), de segona categoria (km 74,2). El descens els durà cap al pla de Lleida, tot passant per Balaguer, el Tarròs, on hi ha el segon esprint intermedi del dia (km 122,7) i Tàrrega, per un terreny pla i llargues rectes. A partir de Tàrrega s'inicia un terreny amb tobogans, de camí cap a la Conca de Barberà, en què es passa dels 400 als 850 metres en arribar a Belltall. Un marcat descens fins a Montblanc precedirà la segona i darrera ascensió del dia, el coll de Lilla (4,1 km al 4,8%) que es corona a manca de tan sols 10,6 km per l'arribada a Valls, just davant del pavelló dedicat a Xavier Tondo.
Tot i els nombrosos intents no va ser fins després de l'esprint intermedi d'Àger, on Daniel Martin bonificà 3 segons i Alberto Contador un, quan es formà l'escapada del dia, formada per vuit ciclistes, entre els quals hi havia Wout Poels, Dario Cataldo i Carlos Verona. Plegats iniciaren l'ascensió al coll de Lilla, moment en què Poels atacà i marxà en solitari cap a la victòria final. Entre els favorits no hi hagué cap diferència i sols Rigoberto Urán va fer un tímid atac.
|    | Ciclista                  | Equip                 | Temps      |
| -- | ------------------------- | --------------------- | ---------- |
| 1  | Wout Poels (NED)          | Team Sky              | 3h 59' 03" |
| 2  | Dario Cataldo (ITA)       | Astana Qazaqstan Team | + 11"      |
| 3  | Gaetan Bille (BEL)        | Wanty-Groupe Gobert   | + 11"      |
| 4  | Kanstantsin Sivtsov (BLR) | Dimension Data        | + 11"      |
| 5  | Carlos Verona (ESP)       | Etixx-Quick Step      | + 13"      |
| 6  | Simon Gerrans (AUS)       | Orica-GreenEDGE       | + 33"      |
| 7  | Aleksei Tsatévitx (RUS)   | Team Katusha          | + 33"      |
| 8  | Enrico Gasparotto (ITA)   | Wanty-Groupe Gobert   | + 33"      |
| 9  | Davide Cimolai (ITA)      | Lampre-Merida         | + 33"      |
| 10 | Ben Swift (GBR)           | Team Sky              | + 33"      |

|    | Ciclista                 | Equip                  | Temps       |
| -- | ------------------------ | ---------------------- | ----------- |
| 1  | Nairo Quintana (COL)     | Movistar Team          | 23h 01' 19" |
| 2  | Alberto Contador (ESP)   | Team Tinkoff           | + 7"        |
| 3  | Richie Porte (AUS)       | BMC Racing Team        | + 17"       |
| 4  | Daniel Martin (IRL)      | Etixx-Quick Step       | + 21"       |
| 5  | Tejay van Garderen (USA) | BMC Racing Team        | + 27"       |
| 6  | Romain Bardet (FRA)      | AG2R La Mondiale       | + 32"       |
| 7  | Ilnur Zakarin (RUS)      | Team Katusha           | + 42"       |
| 8  | Chris Froome (GBR)       | Team Sky               | + 46"       |
| 9  | Hugh Carthy (GBR)        | Caja Rural-Seguros RGA | + 1' 01"    |
| 10 | Rigoberto Urán (COL)     | Cannondale             | + 1'16"     |

### Etapa 6
Sant Joan Despí – Vilanova i la Geltrú, 26 de març de 2016, 197,2 km
Etapa més llarga de la present edició, amb un recorregut trencacames, bàsicament per terres del Garraf i el Penedès. Se surt de Sant Joan Despí amb uns primers quilòmetres totalment plans, passant per Cornellà de Llobregat, Viladecans i Castelldefels (km 10), on hi ha el primer esprint del dia. El recorregut va a buscar les costes del Garraf, on hi ha l'ascensió a l'alt de la Maladona (5,2 km al 3%), de tercera categoria (km 21,6). Un cop a Sitges deixen la costa per dirigir-se cap a l'interior, tot passant per Sant Pere de Ribes, Sant Pere Molanta, Sant Sadurní d'Anoia, Guardiola de Font-rubí, Sant Martí Sarroca, Vilafranca del Penedès i Sant Jaume dels Domenys. Només sortir d'aquesta vila comença l'ascensió a l'alt de les Ventoses (7,5 km al 6,7%), de segona categoria (km 116,5). El descens conduirà els ciclistes fins al Monestir de Santes Creus, la Juncosa de Montmell, Llorenç del Penedès i l'Arboç. L'arribada a Vilanova i la Geltrú, punt final d'etapa, es fa procedent de Castellet i la Gornal per la carretera del pantà de Foix.
|    | Ciclista                  | Equip              | Temps      |
| -- | ------------------------- | ------------------ | ---------- |
| 1  | Davide Cimolai (ITA)      | Lampre-Merida      | 4h 35' 13" |
| 2  | Nikias Arndt (GER)        | Team Giant-Alpecin | m. t.      |
| 3  | Tosh Van der Sande (BEL)  | Lotto Soudal       | m. t.      |
| 4  | Simon Gerrans (AUS)       | Orica-GreenEDGE    | m. t.      |
| 5  | Daryl Impey (RSA)         | Orica-GreenEDGE    | m. t.      |
| 6  | Petr Vakoč (CZE)          | Etixx-Quick Step   | m. t.      |
| 7  | Aleksei Tsatévitx (RUS)   | Team Katusha       | m. t.      |
| 8  | Jonas Van Genechten (BEL) | IAM Cycling        | m. t.      |
| 9  | Bert-Jan Lindeman (NED)   | Team LottoNL-Jumbo | m. t.      |
| 10 | Lorenzo Manzin (FRA)      | FDJ                | m. t.      |

|    | Ciclista                 | Equip                  | Temps       |
| -- | ------------------------ | ---------------------- | ----------- |
| 1  | Nairo Quintana (COL)     | Movistar Team          | 27h 36' 32" |
| 2  | Alberto Contador (ESP)   | Team Tinkoff           | + 7"        |
| 3  | Richie Porte (AUS)       | BMC Racing Team        | + 17"       |
| 4  | Daniel Martin (IRL)      | Etixx-Quick Step       | + 18"       |
| 5  | Tejay van Garderen (USA) | BMC Racing Team        | + 27"       |
| 6  | Romain Bardet (FRA)      | AG2R La Mondiale       | + 31"       |
| 7  | Ilnur Zakarin (RUS)      | Team Katusha           | + 42"       |
| 8  | Chris Froome (GBR)       | Team Sky               | + 46"       |
| 9  | Hugh Carthy (GBR)        | Caja Rural-Seguros RGA | + 1' 01"    |
| 10 | Rigoberto Urán (COL)     | Cannondale             | + 1'16"     |

### Etapa 7
Barcelona – Barcelona, 27 de març de 2016, 136,4 km
Etapa curta i moguda pels voltants de Barcelona, amb sortida real a l'Hospitalet de Llobregat i dues petites dificultats muntanyoses, l'alt d'Ullastrell (7 km al 3,5%) i l'alt de Corbera (3,9 km al 4,7%), de segona i tercera categoria respectivament i que es coronen als quilòmetres 27 i 42. Els darrers 52 quilòmetres es fan al circuit final per la muntanya de Montjuïc, on s'han de fet vuit voltes, amb vuit passos puntuables per l'alt de Montjuïc (2 km al 5,7). Els esprints del dia es troben a Molins de Rei (km 8,3) i Sant Vicenç dels Horts (km 52,8).
|    | Ciclista                | Equip                  | Temps      |
| -- | ----------------------- | ---------------------- | ---------- |
| 1  | Aleksei Tsatévitx (RUS) | Team Katusha           | 3h 13' 33" |
| 2  | Primož Roglič (SLO)     | Team LottoNL-Jumbo     | m. t.      |
| 3  | Jarlinson Pantano (COL) | IAM Cycling            | + 14"      |
| 4  | Wout Poels (NED)        | Team Sky               | + 14"      |
| 5  | Daryl Impey (RSA)       | Orica-GreenEDGE        | + 14"      |
| 6  | Rigoberto Urán (COL)    | Cannondale             | + 14"      |
| 7  | Rudy Molard (FRA)       | Cofidis                | + 14"      |
| 8  | Romain Bardet (FRA)     | AG2R La Mondiale       | + 14"      |
| 9  | Enrico Gasparotto (ITA) | Wanty-Groupe Gobert    | + 14"      |
| 10 | Carlos Barbero (ESP)    | Caja Rural-Seguros RGA | + 14"      |

|    | Ciclista                 | Equip                  | Temps       |
| -- | ------------------------ | ---------------------- | ----------- |
| 1  | Nairo Quintana (COL)     | Movistar Team          | 30h 50' 19" |
| 2  | Alberto Contador (ESP)   | Team Tinkoff           | + 7"        |
| 3  | Daniel Martin (IRL)      | Etixx-Quick Step       | + 17"       |
| 4  | Richie Porte (AUS)       | BMC Racing Team        | + 17"       |
| 5  | Tejay van Garderen (USA) | BMC Racing Team        | + 27"       |
| 6  | Romain Bardet (FRA)      | AG2R La Mondiale       | + 31"       |
| 7  | Ilnur Zakarin (RUS)      | Team Katusha           | + 42"       |
| 8  | Chris Froome (GBR)       | Team Sky               | + 46"       |
| 9  | Hugh Carthy (GBR)        | Caja Rural-Seguros RGA | + 1' 01"    |
| 10 | Rigoberto Urán (COL)     | Cannondale             | + 1'16"     |

## Classificacions finals

### Classificació general
|    | Ciclista                 | Equip                  | Temps       |
| -- | ------------------------ | ---------------------- | ----------- |
| 1  | Nairo Quintana (COL)     | Movistar Team          | 30h 50' 19" |
| 2  | Alberto Contador (ESP)   | Team Tinkoff           | + 7"        |
| 3  | Daniel Martin (IRL)      | Etixx-Quick Step       | + 17"       |
| 4  | Richie Porte (AUS)       | BMC Racing Team        | + 17"       |
| 5  | Tejay van Garderen (USA) | BMC Racing Team        | + 27"       |
| 6  | Romain Bardet (FRA)      | AG2R La Mondiale       | + 31"       |
| 7  | Ilnur Zakarin (RUS)      | Team Katusha           | + 42"       |
| 8  | Chris Froome (GBR)       | Team Sky               | + 48"       |
| 9  | Hugh Carthy (GBR)        | Caja Rural-Seguros RGA | + 1' 01"    |
| 10 | Rigoberto Urán (COL)     | Cannondale             | + 1' 16"    |

### Classificacions secundàries
|   | Ciclista              | Equip                  | Punts |
| - | --------------------- | ---------------------- | ----- |
| 1 | Thomas de Gendt (BEL) | Lotto Soudal           | 117   |
| 2 | Boris Dron (BEL)      | Wanty-Groupe Gobert    | 97    |
| 3 | Pieter Weening (NED)  | Roompot Oranje Peloton | 66    |

|   | Ciclista                | Equip              | Punts |
| - | ----------------------- | ------------------ | ----- |
| 1 | Thomas de Gendt (BEL)   | Lotto Soudal       | 12    |
| 2 | Koen Bouwman (NED)      | Team LottoNL-Jumbo | 6     |
| 3 | Aleksei Tsatévitx (RUS) | Team Katusha       | 4     |

|   | Ciclista             | Equip                  | Temps       |
| - | -------------------- | ---------------------- | ----------- |
| 1 | Hugh Carthy (GBR)    | Caja Rural-Seguros RGA | 30h 51' 20" |
| 2 | Davide Formolo (ITA) | Cannondale             | + 44"       |
| 3 | Louis Vervaeke (BEL) | Lotto Soudal           | + 1' 11"    |

|   | Equip           | País         | Temps       |
| - | --------------- | ------------ | ----------- |
| 1 | BMC Racing Team | Estats Units | 92h 34' 46" |
| 2 | Cannondale      | Estats Units | + 1' 08"    |
| 3 | Team Katusha    | Rússia       | + 4' 22"    |

### UCI World Tour
La Volta a Catalunya atorga punts per l'UCI World Tour 2016 sols als ciclistes dels equips de categoria World Tour.
| Posició               | 1r  | 2n | 3r | 4t | 5è | 6è | 7è | 8è | 9è | 10è |
| Classificació general | 100 | 80 | 70 | 60 | 50 | 40 | 30 | 20 | 10 | 4   |
| Per etapa             | 6   | 4  | 2  | 1  | 1  |    |    |    |    |     |

| #  | Ciclista                 | Equip            | Punts |
| -- | ------------------------ | ---------------- | ----- |
| 1  | Nairo Quintana (COL)     | Movistar Team    | 104   |
| 2  | Alberto Contador (ESP)   | Team Tinkoff     | 85    |
| 3  | Daniel Martin (IRL)      | Etixx-Quick Step | 76    |
| 4  | Richie Porte (AUS)       | BMC Racing Team  | 63    |
| 5  | Tejay van Garderen (USA) | BMC Racing Team  | 52    |
| 6  | Romain Bardet (FRA)      | AG2R La Mondiale | 42    |
| 7  | Ilnur Zakarin (RUS)      | Team Katusha     | 30    |
| 8  | Chris Froome (GBR)       | Team Sky         | 20    |
| 9  | Aleksei Tsatévitx (RUS)  | Team Katusha     | 8     |
| 10 | Wout Poels (NED)         | Team Sky         | 7     |

## Evolució de les classificacions
| Etapa | Vencedor          | Classificació general | Classificació de la muntanya | Classificació dels esprints | Classificació dels joves | Classificació per equips |
| ----- | ----------------- | --------------------- | ---------------------------- | --------------------------- | ------------------------ | ------------------------ |
| 1     | Nacer Bouhanni    | Nacer Bouhanni        | Cameron Meyer                | Thomas De Gendt             | Louis Vervaeke           | Team Giant-Alpecin       |
| 2     | Nacer Bouhanni    | Nacer Bouhanni        | Boris Dron                   | Thomas De Gendt             | Louis Vervaeke           | Team Sky                 |
| 3     | Daniel Martin     | Daniel Martin         | Boris Dron                   | Thomas De Gendt             | Davide Formolo           | BMC Racing Team          |
| 4     | Thomas De Gendt   | Nairo Quintana        | Thomas De Gendt              | Thomas De Gendt             | Hugh Carthy              | BMC Racing Team          |
| 5     | Wout Poels        | Nairo Quintana        | Thomas De Gendt              | Thomas De Gendt             | Hugh Carthy              | BMC Racing Team          |
| 6     | Davide Cimolai    | Nairo Quintana        | Thomas De Gendt              | Thomas De Gendt             | Hugh Carthy              | BMC Racing Team          |
| 7     | Aleksei Tsatévitx | Nairo Quintana        | Thomas De Gendt              | Thomas De Gendt             | Hugh Carthy              | BMC Racing Team          |
| Final | Final             | Nairo Quintana        | Thomas De Gendt              | Thomas De Gendt             | Hugh Carthy              | BMC Racing Team          |